# Vitalia Doumesh
Vitalia Doumesh (Vitālija Dumeša; Letland, 29 april 1965) is een Nederlandse damster die in 1995 van Letland naar Nederland is geëmigreerd. 
Sinds 2022 is Vitalia erelid van de gemeente Alkmaar. Hiervoor kreeg zij een gouden insigne uitgereikt door burgemeester Anja Schouten. 

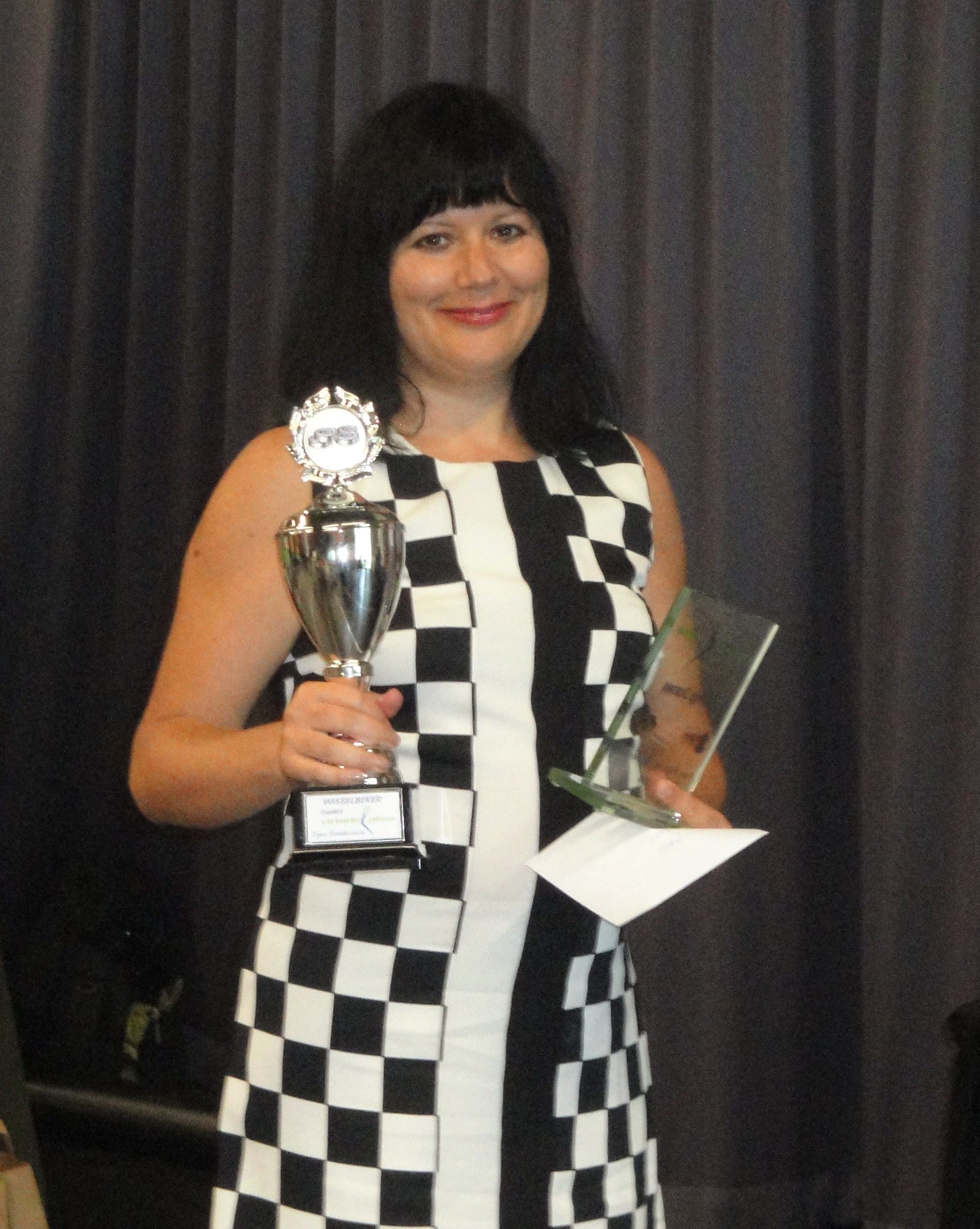
Vitalia Doumesh, dammen

## Nederlands kampioenschap
Ze werd bij de eerste poging in 1997 Nederlands Kampioene met 15 punten uit 9 partijen voor Olga Kamyshleeva (14 pt.) en Tanja Chub (13 pt.). Ze begon het toernooi in Rheden met een nederlaag tegen Chub en een remise tegen Kamyshleeva en won de overige partijen waaronder in de laatste 2 ronden van achtereenvolgens Nina Hoekman en Erna Wanders. 
Vitalia is viervoudig Nederlands Kampioene, namelijk in 1997, 2015, 2017 en 2021 (editie 2020) te Zoutelande.  Daarnaast is ze meervoudig Nederlands zilver en brons winnares. 
Met haar 17 NK-podiumplaatsen is ze recordhoudster dammen dames (Karin van Lith: 16 podiumplaatsen, Nina Hoekman: 15 podiumplaatsen, Tanja Chub: 12 podiumplaatsen). Vitalia is ook Nederlands kampioene Blitz 2013.
In 2024 is Vitalia Nederlands Kampioene geworden bij het eerste Nederlandse kampioenschap veteranen vrouwen (50+) te Delft.

## Wereldkampioenschap
Ze nam deel aan het Wereldkampioenschap voor vrouwen in 1997 (waar ze 6e werd), 1999 (in Jakoetsk waar ze 15e werd), 2003, 2005 (waar ze 7e werd), in 2007, in 2011 en 2017 (in Tallinn waar ze 7e werd). 
Ze nam deel aan het Wereldkampioenschap Rapiddammen voor vrouwen (waar ze tot 1/4 finale kwam) in Peking in 2008.
Vitalia is Wereldkampioene Nations Blitz (samen met Nina Hoekman en Mei-Jhi Wu), augustus 2012 te Rijsel, IMSA 2e World Mind Sports Games. Ze is brons winnares Wereldkampioenschap Nations Rapid (samen met Nina Hoekman en Mei-Jhi Wu), augustus 2012 te Rijsel, IMSA 2e World Mind Sports Games.
In 2014 heeft ze het volgende resultaat op haar naam geschreven: WK Rapid Algemeen 2014 Turkije, İzmir, 3e plaats Landenteams.
In 2022 is ze de Wereldkampioene Landenteams Classic geworden (samen met Olga Kamychleeva en Heike Verheul) en Vice- Wereldkampioene Landenteams Rapid, Turkije, Antalya.
Vanwege deze wereldtitel ontving ze felicitaties van het Koninklijk Huis, van Koning Willem Alexander en van minister van Sport mevrouw Helder. In 2022 werd ze verkozen tot beste sporter van de gemeente Alkmaar.
WK checkers: 2013 Barbados 4e plaats, 2014 Louisville, VS 2e plaats, 2015 Wales, 2016 Rome, Italië, 2019 Barbados, 2023 Antalya, Turkije 4e plaats.

## Europees kampioenschap
Ze nam deel aan het Europees kampioenschap dammen voor vrouwen in 2002 in Vilnius (waar ze 4e werd), in 2004, in 2006, in 2008, in 2010, in 2012, in 2014, in 2016, in 2018 en in 2022.
Ze werd in 2010 in Tallinn (samen met Nina Hoekman) Europees Kampioene Landenteams Classic. 
Ze behaalde 3e plaats Landenteams bij het EK Blitz 2014 Tallinn. 
Ze werd in 2021 in Chianciano Terme, Italië (samen met Olga Kamychleeva) Europees Kampioene Landenteams Rapid en behaalde 3e plaats Landenteams Classic.

## Overige prestaties
- Ze werd in 2002 Overijssels algemeen kampioen.
- Als lid van de vrouwen wereld selectie team nam ze deel in Coupe du Monde algemeen in Dakar in 2006.
- Ze nam deel aan: de 1e World Mind Sports Games (waar ze tot 1/8 finale kwam) in Peking in 2008 en aan de 2e World Mind Sports Games in Lille in 2012.
- Ze heeft in 2009 in Bulgarije de Cup Europese Confederaties gewonnen (club Zaanstreek, samen met N.Shestakova).
- Ze nam deel aan USA Open algemeen kampioenschap in Miami in 2010 waar ze 5e is geworden uit 34 deelnemers.
- Sport Accord World Mind Sports Games in Beijing, China in 2013 en 2014 (6e plaats Blitz).
- Imsa Mind Sports Games in Huainan, China in 2016.
- World Cup Final in Ufa, Rusland in 2017.

- Braziliaans dammen: Ze nam deel aan 1st Brazilian World Ligue in Campinas, Brazilië in 2011 waar ze bij de eerste 6 kwam. Met deze is ze de eerste Nederlandse vrouw die ooit een Internationaal toernooi in Braziliaanse dammen heeft gespeeld.
- Ze nam deel aan 1e NK Braziliaans dammen algemeen 2014 waar ze 3e Nederlandse resultaat behaalde.

- Russisch dammen: Ze nam deel aan Wereldkampioenschappen-64 Russisch dammen Classic, Rapid, Blitz voor vrouwen in Sint-Petersburg, Rusland in 2013.
- Turks dammen: WK Turks dammen Algemeen 2014 Turkije, İzmir, 3e plaats Landenteams.
- Beste vrouw Turks dammen.